# Pomník svatého Václava
Pomník svatého Václava na Václavském náměstí v Praze patří mezi nejznámější sochařská díla v Česku. Jeho autorem je nejvýznamnější český sochař přelomu 19. a 20. století, představitel monumentálního realismu a zakladatel novodobého českého sochařství Josef Václav Myslbek, který na něm pracoval více než třicet let. Spoluautory sousoší byli architekt Alois Dryák (architektonická úprava) a sochař Celda Klouček (ornamentální výzdoba). 
Sousoší je nejen symbolem české státnosti, ale též jakýmsi imperativně zdviženým prstem, ukazujícím na nezbytnost uchovávání základních kulturních a duchovních hodnot národa.

## Historie
Poté, co byla v roce 1879 barokní jezdecká socha sv. Václava přenesena na Vyšehrad, vznikla potřeba vytvořit novou a moderněji pojatou sochu tohoto významného světce. Jubilejní zemská výstava v Praze 1891 představila sochu Myslbeka podobnou té současné. Soutěž na vytvoření nové jezdecké sochy svatého Václava byla vypsána v lednu 1894 a zúčastnilo se jí osm sochařů. Výběrové řízení bylo přístupné jen umělcům, kteří se v Čechách narodili nebo zde žili. První cena nakonec nebyla v soutěži vůbec udělena a druhou cenu si rozdělil Josef Václav Myslbek a Bohuslav Schnirch. Oba však byli vyzváni k tomu, aby svá díla ještě vylepšili a upravili. Bohuslav Schnirch pojal jezdeckou sochu svatého Václava jako sochu světce, jedoucího na koni a žehnajícího davům, s výrazným praporcem s Mariánským obrazem (Paladiem země České). 

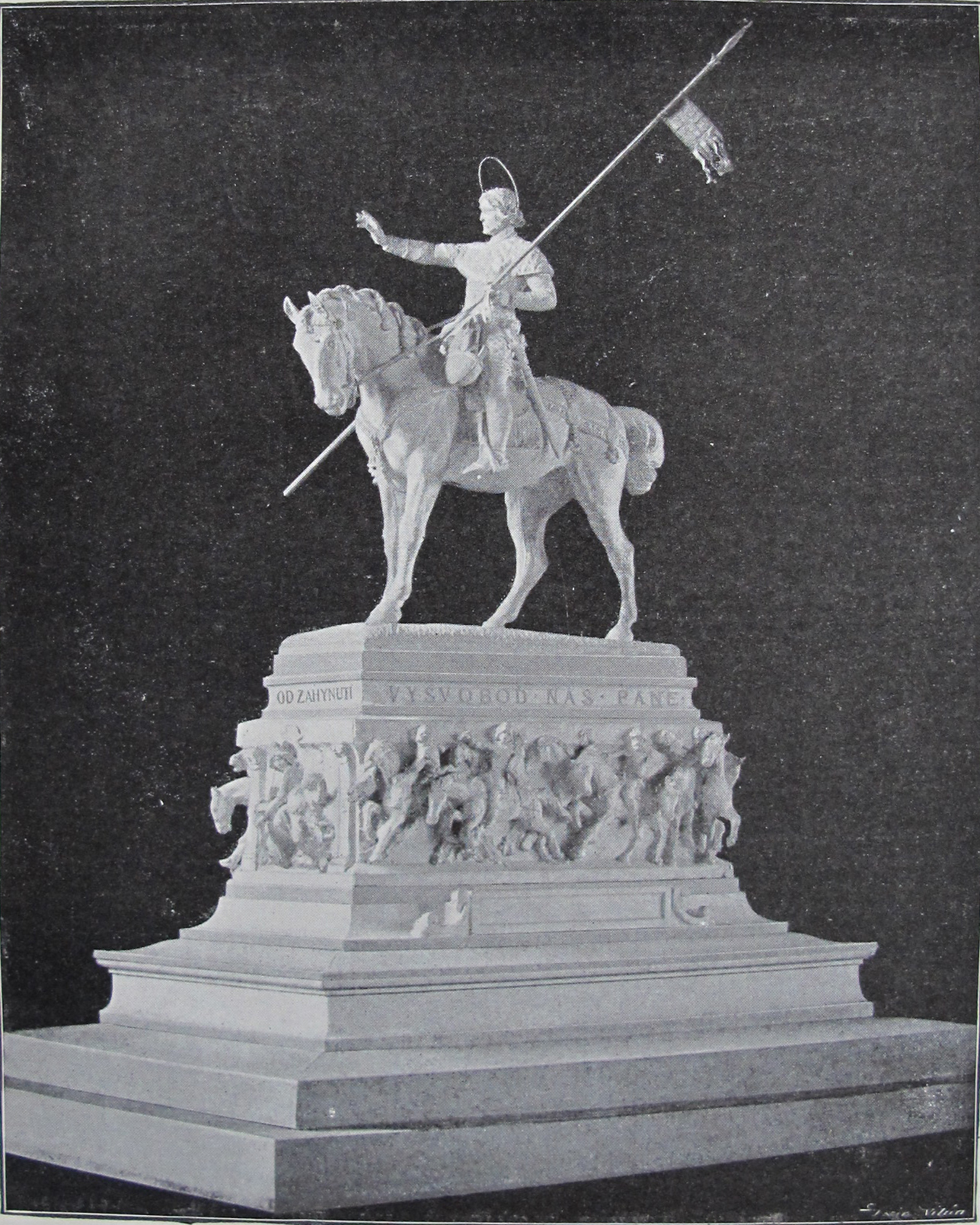
Nerealizovaný Schnirchův návrh

Myslbek naopak zvolil netradiční podobu svatého Václava jako bojovníka. Po vzrušených diskusích v kruzích odborné i laické veřejnosti, a také v kruzích politických, byla nakonec zakázka zadána Myslbekovi. Původní model byl následně mnohokrát změněn a časem byla jezdecká socha svatého Václava na modelu doplněna ještě čtyřmi sochami stojících světců. Původně se mělo jednat o sv. Ludmilu, sv. Prokopa, sv. Vojtěcha a sv. Ivana. Socha sv. Ivana byla nakonec nahrazena sochou sv. Anežky. Socha sv. Vojtěcha měla v prvních plánech stát na čelní straně podstavce, ale jelikož není dokonale provedena (při bližším pohledu soše jakoby chybí jedna noha) byla umístěna dozadu a v popředí se ocitla socha sv. Prokopa. Při tvorbě hlavní části pomníku se Myslbek inspiroval svatováclavským pokladem – přilbou, mečem a drátěnou košilí. Velkou pozornost věnoval také podobám tváří všech světců, např. sv. Vojtěch má tvář arcibiskupa Františka Schönborna a sv. Prokop zase tvář samotného J. V. Myslbeka. Modelem pro sochu koně se stal černý sedmiletý hřebec Ardo z oldenburského plemene, patřící armádě. Kromě architekta Aloise Dryáka se na konečné podobě pomníku podílel ještě Celda Klouček (architektonický dekor na soklu). Do bronzu pomník odlila firma Bendelmayer.

### Časový postup instalace pomníku

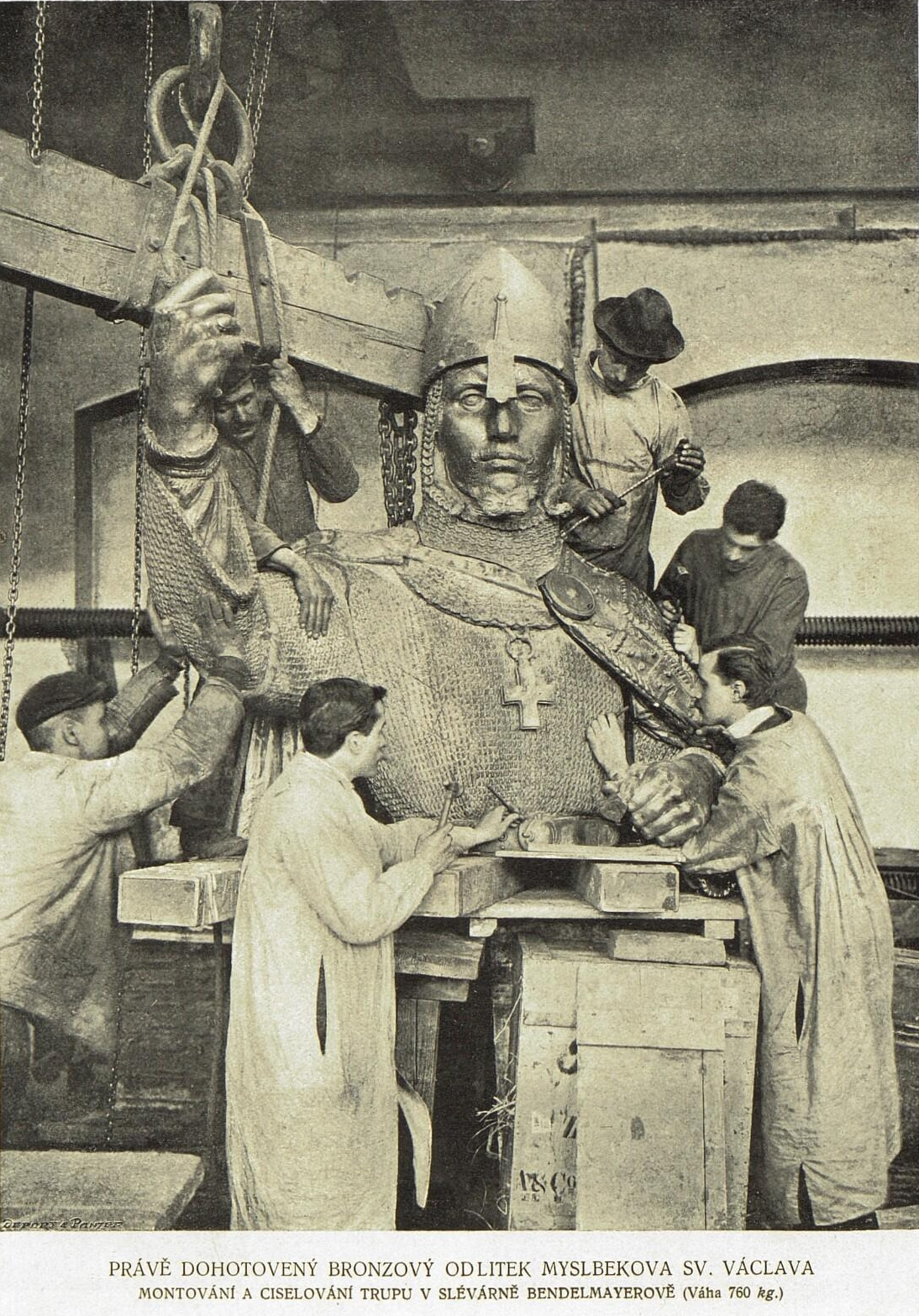
Dokončování a cizelace, 1905

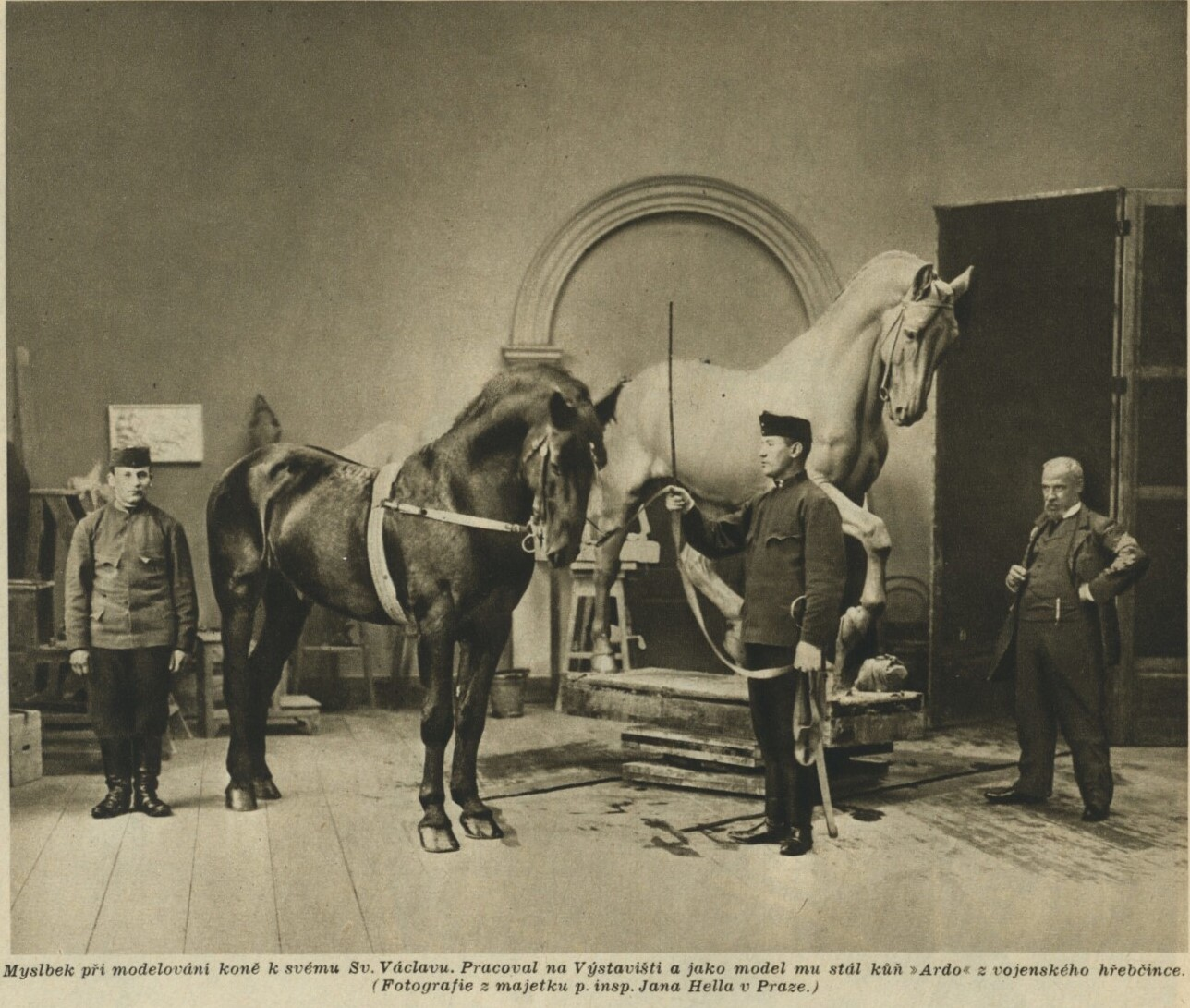
J. V. Myslbek při práci na zpodobnění koně sv. Václava

Ještě v roce 1908 tisk konstatoval, že pomník je sice hotov, ale o jeho umístění se stále diskutuje. Podstavec pomníku byl dokončen v roce 1911, k odstraňování lešení okolo nově instalovaného pomníku došlo v roce 1912.
Pomník byl oficiálně odhalen v roce 1913, i když ještě nebyla dokončena právě socha sv. Vojtěcha.
Poslední socha sousoší – socha sv. Vojtěcha – byla na své místo vztyčena až v květnu 1925.
Roku 1919 byl před pomníkem instalován pomník padlým ve válce.
Letopočet 28. 10. 1918, zasazený do dlažby před pomníkem, byl odhalen 27. října 1935. Obnoven byl k padesátému výročí samostatnosti v roce 1968 do nových tenčích desek. 
K 28. říjnu 2005 bylo dokončeno dvouleté restaurování pomníku, prováděné akademickým sochařem Andrejem Šumberou a René Šefrem ve spolupráci s odbornými pracovišti památkové péče a s firmou Olympus (kamerové sondy uvnitř sochy).

### Fyzická ochrana pomníku
V roce 1927 byly tramvajové koleje přeloženy do polohy z obou stran těsně kolem pomníku. Stupně pomníku byly v té době běžně využívány k posezení.
Po sebeupálení Jana Palacha lidé u pomníku svatého Václava vytvořili improvizovaný památník, kam nosili květiny. Komunistický režim památník neodstranil, ale postavil před něj květináče s tújemi, aby se k němu lidé nedostali. Lesíku lidé říkali Štrougalovy sady podle tehdejšího tajemníka ÚV KSČ Lubomíra Štrougala. Voják Jan Šolta z čáslavské jednotky spolu s dvěma kolegy z kbelského letiště všechno vytrhali, vysypali a rozdupali, takže během chvilky bylo po sadech. Při akci byli vyfotografováni a záležitost byla prošetřována vojenskou kontrarozvědkou, ale důstojníci ze Kbel Šoltu zapřeli a vojenský lékař mu potvrdil alibi, takže Šolta nebyl potrestán. Rovněž bývá zmiňováno, že po vítězství československých hokejistů nad sovětskými 28. března 1969 (mylně uváděn i duben) si z dřevin udělali lidé táborák.
Název Štrougalovy sady se později používal také pro pásy křovisek, které nahradily kolem roku 1982 zrušenou tramvajovou trať po délce náměstí.
V 70. letech (uvádí se rok 1974 či dřívější data, Památkový katalog uvádí údajné datum výroby 1978 a pravděpodobné instalace 1979, jako první krok přestavby náměstí) byl kolem pomníku instalován ozdobný bronzový řetěz, který vyhotovil akademický sochař Zdeněk Kolářský ve spolupráci s architektkou Marií Wagnerovou. Lipové listy připomínají bývalé logo České pojišťovny, jehož autorem byl rovněž Zdeněk Kolářský. Bronzové lupení bylo záměrně stylizováno tak, aby jeho hroty směřovaly vzhůru a znemožňovaly tak usednutí, tedy jako ostnatý drát v pietnější verzi. Umístění bylo zdůvodněno tím, aby netrpěla důstojnost místa. V roce 1980 přestaly kolem pomníku jezdit tramvaje a roku 1982 byly odstraněny koleje. Po dobu sametové revoluci podstavec pomníku sloužil jako revoluční nástěnka, od té doby se překračování řetězu začalo tolerovat. V roce 1997 odstranění řetězu neúspěšně navrhoval písničkář Jaroslav Hutka. 8. června 2004, přesně rok po předchozím protestu, členové Balbínovy poetické strany po schůzce s Jaroslavem Hutkou slavnostně přinesli k pomníku dva šroubováky na červeném polštáři prošívaném zlatými nitěmi. Protože předtím zjistili, že za rozřezání řetězu by jim hrozila pokuta až půl milionu a trestní stíhání, rozhodli se jej šetrně rozebrat. Jaroslav Hutka o plánovaném odstranění zaslal otevřené prohlášení premiéru Vladimíru Špidlovi, pražskému primátoru Pavlu Bémovi a ministru vnitra Stanislavu Grossovi, nikdo z nich mu však neodpověděl. Organizátoři akce připravili ozvučení a harmonikáře, za protistranu nastoupila zhruba desítka policistů a strážníků. Po úvodním projevu jednoho z balbínovců strážníci postupně zabavili šest šroubováků. Ředitel městské policie v Praze 1 Miroslav Stejskal v potvrzení o jejich zabavení je pečlivě rozlišil na ty s rukojetí umělohmotnou a ty s dřevěnou. V roce 2005 byl řetěz jako symbol totalitní moci odstraněn.  Protože však pomník vypadal spíše jako svačinový pult nebo odkládací místo pro místní dealery drog a po pomníku lezli turisté a opilí dobrodruzi, na přelomu ledna a února 2013 byl řetěz kolem pomníku, s články ve tvaru lipových ratolestí, na podnět městské části Praha 1 rozhodnutím magistrátu vrácen. Památkový katalog eviduje řetězové ohrazení jako součást kulturní památky i národní kulturní památky, přestože pomník byl do státního rejstříku jako kulturní památka zapsán asi 15 let před vznikem řetězu.
Podle kresby Vincence Morstadta z roku 1873 byl řetězem obehnán už původní Bendlův pomník sv. Václava, na téže kresbě však na podstavci pomníku v poklidu sedí dva lidé, kteří ohrazení překonali.

### Památková ochrana
Pomník svatého Václava je kulturní památkou evidovanou v Ústředním seznamu kulturních památek pod rejstříkovým číslem 39814/1-1042 (zapsán do státního rejstříku 22. 12. 1964) a od roku 1995 též národní kulturní památkou pod rejstříkovým číslem 176.

## Popis sousoší

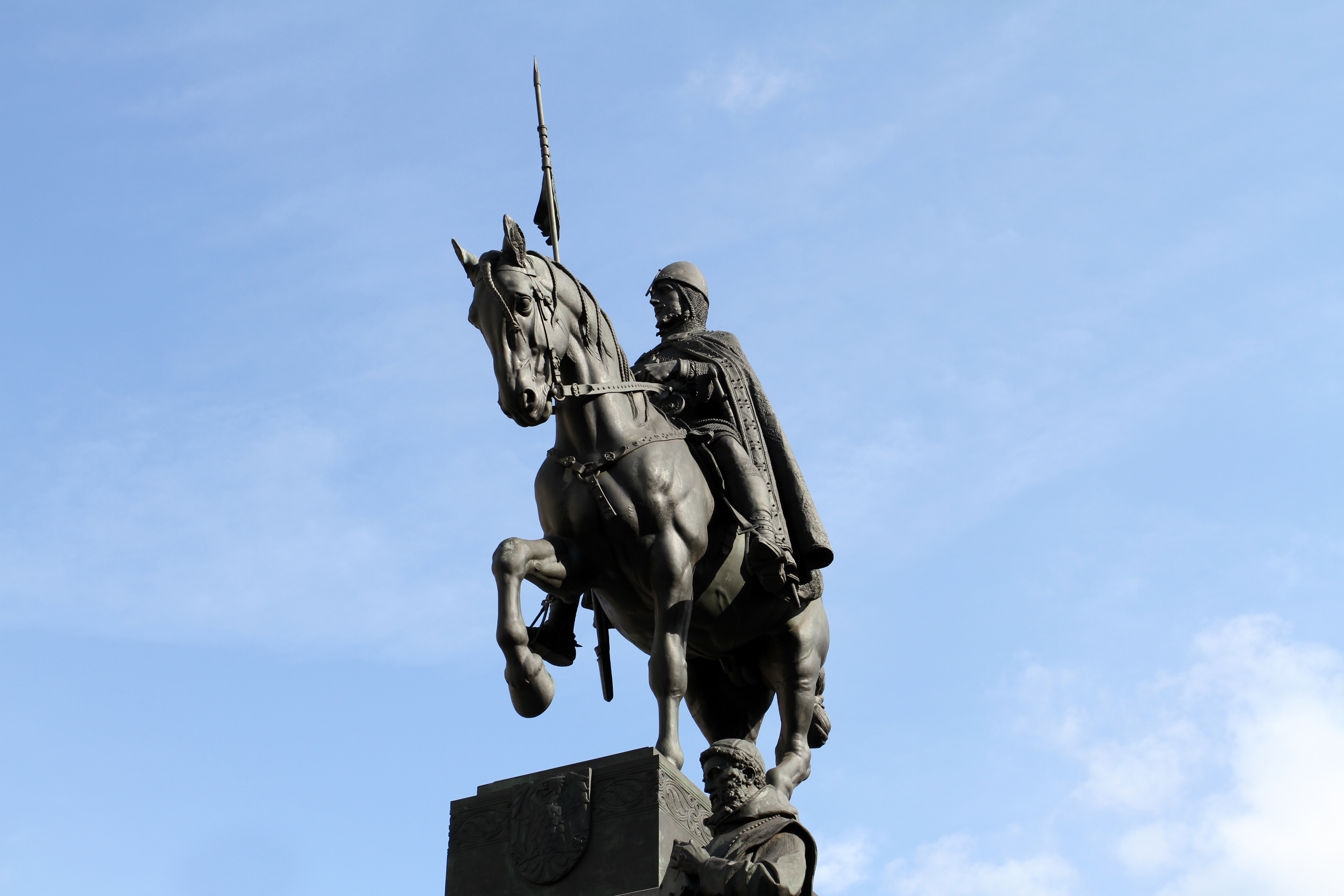
Detail jezdecké sochy svatého Václava

Celý monument tvoří realistické bronzové sousoší patronů české země na leštěném žulovém podstavci, jemuž vévodí vyvýšená jezdecká socha svatého Václava.  
Horní část se skládá z mohutného kamenného kvádrového podstavce na němž je umístěn zvýšený bronzový základ se sochou koně a samotnou sochou svatého Václava v plné zbroji sedící na něm.  
Na horním obvodu podstavce sochy je z kamene vystupující bronzový nápis SVATÝ VÁCLAVE VÉVODO ČESKÉ ZEMĚ KNÍŽE NÁŠ NEDEJ ZAHYNOUTI NÁM I BUDOUCÍM. Ze základu sochy s čelním erbem a jemným zdobením po obvodu horní části se zvedá socha koně, jež se v klidné chůzi dotýká podstavce jen dvěma nohama. Socha svatého Václava, pevně sedící, je v helmici, drátěné košili s opásáním, dlouhým splývajícím pláštěm a nohama zaklesnutýma v třmenech sedla. Socha třímá v pravé ruce dlouhé kopí s obdélníkovou zástavou a na hrudi má rovnoramenný kříž. 
Spodní část se skládá ze širšího společného základního soklu, ze kterého, v zákrytu s jeho rohy, ční stojící sochy čtyř českých světců úhlopříčně ke všem rohům kvádru jezdecké sochy na mírně vyvýšených samostatných pilířích, spojených širokou bronzovou lištou se zdobením mezi sokly. Sochy modlících se světců jsou s mírně skloněnými hlavami a předměty k nim patřícími. Při čelním pohledu je vlevo socha sv. Ludmily (s pravou rukou držící rozečtenou knihu a levou držící na hrudi smotaný závoj obvázaný kolem krku), vpravo sv. Prokopa (v mnišském s knihou v rukou a tonzurou), vlevo vzadu sv. Anežky České (s korunou na kápi a rukama v modlitbě) a vpravo vzadu sv. Vojtěcha (v biskupském obleku s mitrou, žehnající pravicí a s berlou a knihou v levé ruce). Ve všech případech lze knihy považovat za Bible.  
Sochař Myslbek pro své sochy často používal jako předlohy reálné osoby. V případě sousoší sv. Václava se má za to, že obličej sv. Prokopa je Myslbekovým autoportrétem a svatý Vojtěch nese tvář arcibiskupa Františka Schönborna (sochu dokončil A. Dryák). Předlohou hřebce, na němž jede sv. Václav, byl hřebec Ard z Vojenského hřebčína na Panenské. Novinář František Xaver Harlas uvádí ve svých vzpomínkách, že jako předlohu svatého Václava mu Myslbek přiznal sochaře Václava Antoše. U obličejů obou ženských postav se předpokládá, že jsou jakýmsi ideálem.
Okolí pomníku je tvořeno podnožím ze žuly s jednoduchými přístupovými schody k přední patě pomníku a v elipse vyvýšeným chodníkem orámovaným na sloupcích bronzovými ozdobnými řetězy s lipovými trojlisty. Na chodníku před pomníkem se nalézá datum: 28. X. 1918. Pomník se nachází v horní části náměstí v podélné ose s čelem odvráceným od blízké budovy Národního muzea ke spodní straně náměstí, a to na severozápad. 
Tmavozelené sochy v nadživotní velikosti shlížejí se silnou převahou na pozorovatele přes zdánlivý poklid gest. Kamenné části tvoří tmavě hnědá žula se šedivým zabarvením a rozděluje pomník do několika horizontálních vrstev. Celé sousoší měří na výšku i s Václavovým kopím 7,2 metru. Sochy světců ve spodní části měří okolo 3 m a vlastní socha sv. Václava váží něco kolem 5,5 tuny.

## Umístění

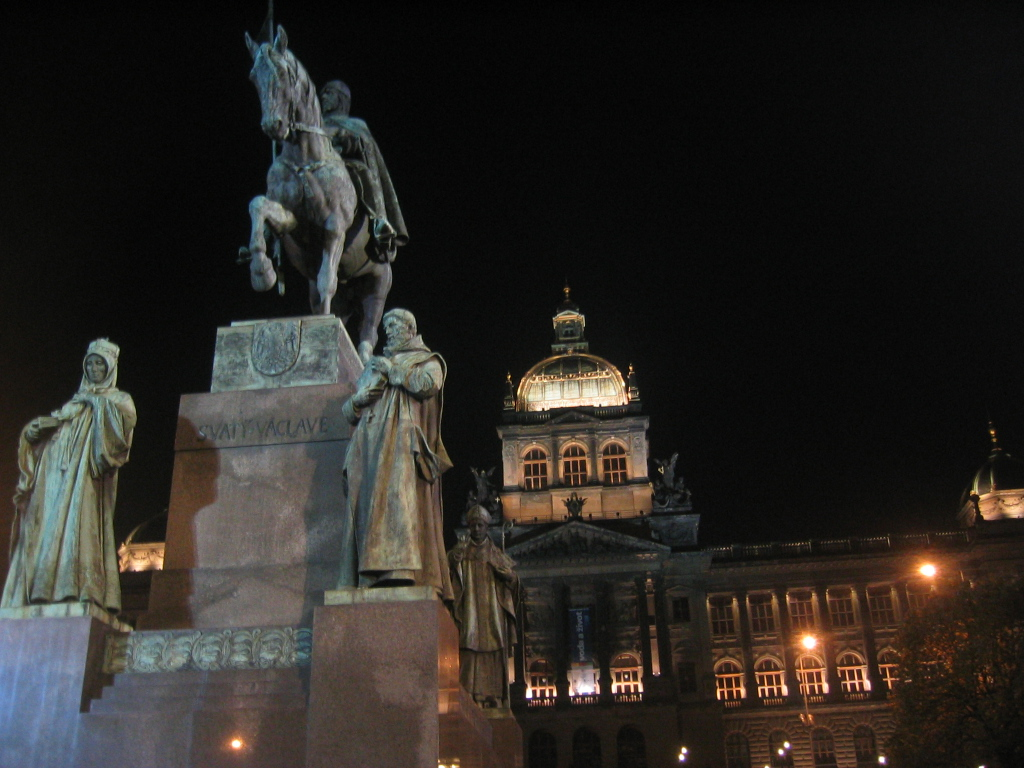
Pomník svatého Václava na Václavském náměstí

Původně měla být socha umístěna na rampě budovy Národního muzea, proti čemuž J. V. Myslbek protestoval a odborná veřejnost mu nakonec dala za pravdu. Dílo je tak umístěno na vrcholu otevřeného prostoru protáhlého obdélníku náměstí, jehož horní stranu tvoří impozantní budova Národní muzea. Tím bylo docíleno velmi působivé kombinace, která vyvolává jak pocit přirozené sounáležitosti obou jeho hlavních prvků, tak vizuální potenciaci dojmu ve smyslu jejich dominantního postavení ve struktuře k nim postupně se zvedajícího prostoru náměstí.

## Společenský a historický význam
Socha sv. Václava je nejen urbanisticky významnou dominantou města – je také jeho přirozeným středem, který je oblíben nejen jeho obyvateli jako nejčastější místo setkání lidí, a to jak ryze soukromým (neformálně si dávají sraz pod ocasem, pod koněm), tak těm, která jsou určena k hromadným manifestacím nejrůznějšího druhu.  V prostoru před sousoším probíhají často veřejné demonstrace nejrůznějších společenských a politických hnutí či aktivit, např.:
- Dne 28. října 1918 byla u pomníku v 11. hod. dopoledne vyhlášena První Československá republika.
- Dne 16. ledna 1969 se poblíž pomníku na protest proti sovětské okupaci upálil Jan Palach.

## Inspirace v umění
Sochař David Černý vytvořil parodickou parafrázi sochy Kůň z roku 1999, která visí v pasáži paláce Lucerna.